# 柬埔寨王國 (1945年)
柬埔寨王国是大日本帝国在柬埔寨扶植的一个傀儡政权，于1945年的三九政變后成立。

## 历史
1945年3月9日，日本發動政變推翻了法國在印度支那的統治。日本希望通過獨立來促進當地民眾支持太平洋戰爭。3月13日，應日本的正式請求，諾羅敦·西哈努克宣布柬埔寨王國獨立。不久，日本政府名義上批准了柬埔寨的獨立，並在金邊設立了領事館。西哈努克頒佈法令，廢除以前与法國的條約，並承諾這個新獨立的國家會與日本合作。新政府廢除了法國殖民政府開始強制執行的高棉語羅馬化，並正式恢復了高棉文。這一措施在民眾中受歡迎，此後柬埔寨沒有任何政府試圖再次將高棉語羅馬化。新政府也恢復了佛教陰曆。
西哈努克最初從 3月18日起擔任首相。日本投降後，山玉成接任首相，直至10月16日法國重新接管柬埔寨。
日本對柬埔寨的佔領在1945年8月日本正式投降後結束。盟軍部隊進入柬埔寨後，駐紮在柬埔寨的日本軍隊被解除武裝和遣返。10月，法國在柬埔寨重新建立殖民統治。10月12日，法國政府逮捕了與日本人合作的山玉成，將他轉移至法國並被軟禁。山玉成的支持者轉入地下並逃到泰國控制的柬埔寨西北部，最終加入了高棉自由民族統一戰線。